# Virginia Northern Viticultural Region
Virginia Northern Viticultural Region er én af staten Virginias seks officielle vindyrkende regioner. Regionen ligger inden for Virginia American Viticultural Area (AVA), men der er endnu ikke godkendt lokale AVA'er i regionen. På trods af dette regnes vinene fra denne region for at være nogle af de bedste, der produceres i Virginia. 
38 vinerier ligger i regionen, hvor der dyrkes et rigt udvalgt af forskellige druesorter, såvel vitis vinifera (europæiske sorter) som lokale amerikanske sorter. Blandt de druer, der dyrkes i området, er blandt andre viognier, chardonnay, sauvignon blanc, petit verdot, tannat, fer servadou, cabernet sauvignon, petit manseng, muscat (drue), riesling, grüner Veltliner, scheurebe, semillon, zinfandel, merlot, cabernet franc, pinot noir, seyval, chambourcin og vidal. Specielt for regionen er dens fokus på cabernet franc druen, som er ved at blive Virginias mest udbredte drue. I regionen er der flere vinproducenter, der producerer vine på 100% cabernet franc, hvilket kun ses få steder uden for USA.